# Famille Morrison
Pour les articles homonymes, voir Morrison.
Cette page explique l’histoire ou répertorie les différents membres de la famille Morrison.
La famille Morrison est une famille américaine comptant deux célébrités : le chef du groupe de rock the Doors, Jim Morrison, et son père, l'amiral George Stephen Morrison.

## Personnalités
- George Stephen Morrison (1919-2008), amiral de la flotte américaine
- Jim Morrison (1943-1971), chef du groupe de rock the Doors.

## Portraits

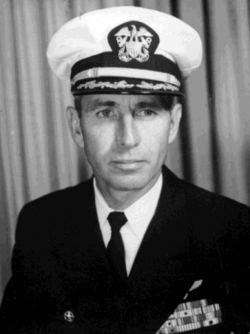
Amiral Morrison
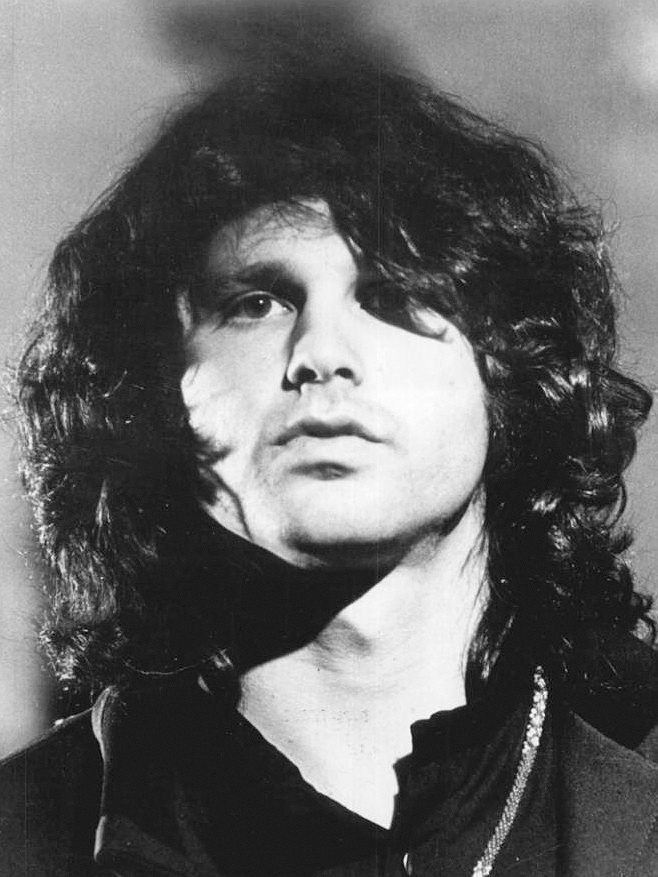
Jim Morrison